# Du är den högste
Du är den högste är en psalm med text och musik skriven 1977 av Pete Sanchez Jr.

## Publicerad i
- Segertoner 1988 som nummer 678 under rubriken "Bibelvisor och körer".[1]
- Ung psalm 2006 som nummer 269 under rubriken "Du är alltid mycket mer – lovsång ända in i himlen".[2]